# Махтумкулі (родовище)
Махтумкулі – нафтогазоконденсатне родовище у туркменському секторі Каспійського моря.
Родовище виявили у 1998 році унаслідок спорудження самопідіймальною буровою установкою «Iran Khazar» розвідувальної свердловини Magtymguly-1X, яку заклали на структурі, відомій під радянською назвою Східний Ліванов. У 2002-му та сама установка спорудила оцінювальну свердловину Magtymguly-2A, що на тестуванні показала добовий результат у 1,9 тисяч тон нафти та 0,54 млн м3 газу. В 2005-му поширення покладів додатково уточнили за допомогою оцінювальної свердловини Magtymguly-3A, яку спорудила самопідіймальна установка «Trident XX». На цей раз при тестуванні свердловини отримали результат у 791 тонна нафти та 0,54 млн м3 газу.
Поклади вуглеводнів виявлені на глибинах 4,7 – 5,1 км у відкладах юрського періоду. Існує оцінка запасів родовища на рівні 50 млн тон нафти та 30 млрд м3 газу.
На родовищі, яке знаходиться в районі з глибинами моря від 60 до 80 метрів, встановили дві спарені платформи – бурову MDP-A та райзерно-колекторну MCR-A. Видача продукції відбувається по трубопроводах до берегового газопереробного заводу Киянли.
Розробка Махтумкулі почалась у 2011-му, а з 2015-го через нього також пішла продукція центрального та західного блоків нафтогазоконденсатного родовища Діярбекир. Навесні 2017-го сукупний видобуток з родовищ досягнув рівня у 14 млн м3 газу на добу.
Махтумкулі розташоване на Блоці 1, розвідку та розробку якого здійснює іноземний інвестор – малайзійська компанія Petronas.